# جونينيو فونسيكا
جونينيو فونسيكا (بالبرتغالية: Juninho Fonseca‏) (مواليد 29 أغسطس 1958) هو لاعب كرة قدم. يلعب مع منتخب البرازيل لكرة القدم. سبق له أن لعب في كأس العالم لكرة القدم مع منتخب بلاده.

## روابط خارجية
- جونينيو فونسيكا على موقع الاتحاد الدولي (مؤرشف)  (الإنجليزية)
- جونينيو فونسيكا على موقع قاعدة بيانات كرة القدم.إي يو (الإنجليزية)
- جونينيو فونسيكا على موقع ناشيونال فوتبول تيمز (الإنجليزية)